# Talorc II
Talorc hijo de Muircholach fue rey de los Pictos entre 538 y 549.
Las listas de la Crónica picta le adjudican un reinado de once años entre Cailtram y Drest V. Hay muchas variantes para el nombre de su padre, incluyendo Mordeleg, Murtholoic y Mordeleth.